# شركة تقنية علم للتطوير والاستثمار الصناعي
شركة تقنية علم للتطوير والاستثمار الصناعي هي شركة صناعات عسكرية سعودية. تعمل على توطين الصناعات العسكرية، ورفع نسبة المحتوى المحلي.

## المصانع
مصنع مشاريع الدفاع للصناعات العسكرية، أحد المصانع التابعة لشركة تقنية علم للتطوير والاستثمار الصناعي، ينتج المنتجات العسكرية والأمنية.

## المنتجات
- صاروخ كروز متعدد المهام (Multi-missions cruise missile) بمدى +250 كم
- صاروخ باليستي تكتيكي، بمدى +170كم، مزود بنظام ملاحة GPS بنسبة خطأ دائري محتمل(CEP) ضئيلة.